# كاثرين وولف
كاثرين جودي وولف (بالإنجليزية: Catherine G. Wolf)‏ (مواليد 25 مايو 1947) هي عالمة نفس وخبيرة في مجال التفاعل الإنساني الحاسوبي. وقد ألّفت أكثر من 100 مقال بحثي ولها ستة براءات اختراع في مجالات التفاعل الإنساني الحاسوبي والذكاء الاصطناعي والتعاون. وتشتهر كاثرين بعملها لدى مركز توماس واتسون للأبحاث التابع لآي بي إم في مرتفعات يوركتاون، نيويورك حيث كانت باحثة بعمر 19 عامًا فقط ضمن فريق العمل.
بنهاية تسعينيات القرن التاسع عشر، تم تشخيص حالة كاثرين على أنها تصلب جانبي ضموري، والتي تعرف أكثر بـ«مرض لو جيهريغ». وعلى الرغم من العجز البدني، لا تزال كاثرين قادرة على التواصل مع العالم عبر معدات حسية إلكترونية، تتضمن وسيط عقلي-حاسوبي معقد. بشكل لافت للنظر، وبدون أية وظائف بدنية طوعية تقريبًا، قامت بنشر بحث غير مألوف عن قدرات مرضى التصلب الجانبي الضموري.

## التعليم
أتمت كاثرين تعليمها الجامعي في جامعة تافتس بتخصص علم النفس. وفي عام 1967 التقت زوجتها المستقبلي، جويل وولف، والذي كان طالبًا حيثنها في معهد ماساتشوستس للتقنية. أكمل كلاهما التعليم ليتخرجا من جامعة براون، حيث ركّزت كاثرين في بحثها على طريقة إدراك الأطفال للتحدث. وبعد تخرجها من جامعة براون، أتمت وولف دراستها العليا في معد ماساتشوستس للتقنية قبل أن تنضمن لقوتهم العاملة كباحثة بدوامٍ كامل.

## الحياة المهنية
تركّزت مسيرة كاثرين المهنية على التفاعل بين الحاسوب والإنسان. في عام 1977، التحقت بمختبرات بل وأصبحت مديرة العوامل البشرية. وبعد ثمان سنوات، بدأت العمل كباحثة علم نفس لدى مركز توماس واتسون للأبحاث، مقر آي بي إم للأبحاث. وأثناء عملها لدى آي بي إم، اهتمت كاثرين بصورة خاصة بتعلم كيفية تفاعل البشر مع البرامج في مكان العمل. وبناء على السلوكيات التي لاحظتها، صممت واختبرت أنظمة تواصل جديدة يتحول عن طريقها الحديث والكتابة الخطية إلى معلومات رقمية. وقد عملت كاثرين على نظام عرف بآلة المحادثة (بالإنجليزية: Conversation Machine)‏، والذي يعد بداية للأنظمة البنكية الهاتفية التي نعرفها اليوم والتي يستطيع فيها العملاء من الوصول لحساباتهم عن طريق محادثة نظام صوتي أوتوماتيكي. ونشرت أيضًا أوراق بحثية عن مشاركة المعلومات في مقر العمل والبحث في سياق الدعم الفني.
بالإجمال، تمتلك كاثرين 6 براءات اختراع وأكثر من 100 مقال بحثي. في عام 1997، تم تشخيص حالتها بتصلب جانبي ضموري، والذي يعرف أيضًا ب«مرض لو جيهريغ»، وقد أدى بها المرض إلى حرمانها من ممارسة عملها الطبيعي. توقفت عام 2004 بسبب الإعاقة، ثم استقالت عام 2012 رسميًا من آي بي إم. على الرغم من فقدانها تقريبًا كل وظائفها العضلية، ظلت كاثرين تساهم بالبحث في التفاعل البشري-الحاسوبي. وفي السنوات الأخيرة، عملت مع مركز وادسوورث، وهو جزء من هيئة ولاية نيويورك للطب، على اختبار أنظمة مختلفة. في 2009، نشرت كاثرين أيضًا مقالًا بحثيًا يوسع النطاق الذي شاع استخدامه لتقييم تطور مرض التصلب الجانبي الضموري للوصول لتقييم أكثر دقة عن قدرات المرضى ذوي الحالات المتقدمة من هذا المرض. وقد ساعدت هذه الورقة البحثية بصورة كبيرة على فهم ما يستطيع مرضى التصلب الجانبي الضموري القيام به حتى بعد خسارة معظم وظائف عضلاتهم.

## التعايش مع المرض
شعرت كاثرين بأولى أعراض مرض التصلب الجانبي الضموري عام 1996، حين لم تستطع ثني قدمها. تم تشخيص إصابتها بالمرض بعد عامٍ من ذلك.
في عام 2001، قررت كاثرين الحصول على ثقب القصبة الهوائية، وهي عملية جراحية تصل بشكل دائم أنبوبًا للتنفس في رقبتها، مما يسمح لها بالتنفس بدون استخدام أنفها أو فمها.
فقدت كاثرين في نهاية الأمر قدرتها على استخدام كل عضلاتها باستثناء بضعة عضلات في وجهها وعينيها. للتواصل، تستخدم كاثرين حاليًا نظام كومبيوتر يُحَوِّل حركة حاجبيها إلى نص. وقد أجادت التواصل بهذه الطريقة، حتى وإن كانت تستطيع فقط «كتابة» كلمة أو اثنتين فقط في الدقيقة، فتكتب الشعر وترسل الرسائل الإلكترونية وتجري مقابلات من حين لآخر وتكتب مقالات لبعض الوسائل مثل «علم الأعصاب الآن» (بالإنجليزية: Neurology Now)‏. كما لا تزال قادرة على البقاء نشطة على فيسبوك.
ومنذ خسارتها للتحكم في عضلاتها، أصبحت كاثرين خبيرة في أنظمة الوساطة العقلية-الحاسوبية، وساعدت باحثين آخرين لمعرفة المزيد عن كيفية عمل مثل هذه الأنظمة. وهي على دراية بأنها ستفقد يومًا ما قدرتها على التواصل عن طريق حاجبيها، لذا فقد عملت مع بعض العلماء لتستطيع بنفسها استخدام نظام مبنيّ على تخطيط أمواج الدماغ عندما يحين ذلك اليوم. وتقيس أنظمة تخطيط أمواج الدماغ تقلبات الجهد الكهربي عبر فروة الرأس والتي تنشأ عن نشاط الخلايا العصبية في الدماغ. واعتمادًا على ذلك، تأمل كاثرين أن تتمكن من التواصل بالكلمات بسهولة بتركيز تفكيرها على حرف واحدٍ كل مرة.

## الحياة الشخصية
كاثرين متزوجة إلى جويل وولف، عالم رياضيات في مركز واتسون للأبحاث التابع لآي بي إم، ولديها ابنتين، لورا وإريكا، وعدة أحفاد.
في 26 أبريل 2003، كُرّمت كاثرين بجائزة الخدمة المتميزة من مدرستها الأم جامعة تافتس على ما سمّوه «مثالية المواطنة والخدمة العامة.»